# Форд Всеволожск
Ford Sollers Всеволожск — предприятие автомобильной промышленности России в городе Всеволожске, функционировавшее в 2002—2019 годах.
Основано как дочернее предприятие Ford Motor Company. Затем работало как совместное предприятие Соллерс и Ford. В 2019 году остановлено. В декабре 2021 года площадка продана Sungwoo Hitech под выпуск автокомпонентов.

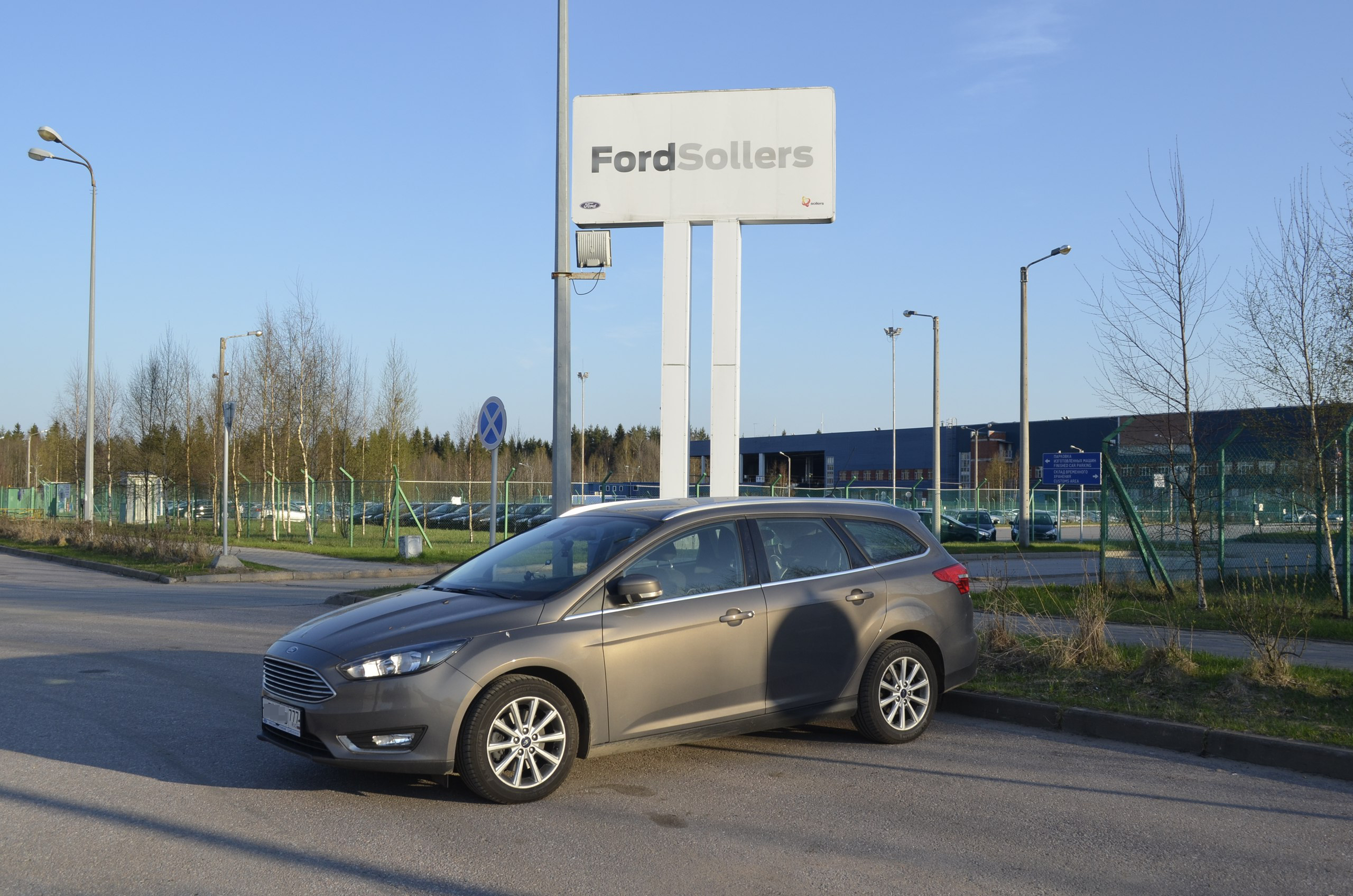
Ford Focus 3 на фоне сборочного завода и склада готовой продукции во Всеволожске

## История

### Ford
Сборочное предприятие запущено в июле 2002 года в цеху бывшего всеволожского филиала завода «Русский дизель» в производственной зоне города Всеволожска. Предприятие стало первым автосборочным заводом в России, которое полностью принадлежало иностранному капиталу. На предприятии существовали элементы западных трудовых отношений, например, не было премиальной системы, а оклад составлял 100 % от зарплаты. Вскоре после начала работы предприятия, на нем был создан профсоюз, который вошёл в ФНПР и разрешил вопрос об оплате сверхурочной работы. В ответ при помощи администрации предприятия был создан Совет трудового коллектива.
В 2007 году было заявлено об увеличении производства завода с 72 тыс. до 125 тыс. автомобилей в год. Инвестиции в расширение должны были составить $100 млн
Летом 2009 года завод переходил на четырёхдневную рабочую неделю, а с сентября того же года по апрель 2011 работал в две смены.
Первоначальная локализация производства в России была около 30 %. К 2007 году локализация достигла 60 %.

### Ford Sollers
В феврале 2011 года было объявлено о создании Ford Sollers — совместном предприятии Ford и Sollers. Завод вошёл в СП в виде имущественного взноса Ford.
Осенью 2013 ликвидирована третья, а весной 2014 и вторая смена, завод перешёл на четырёхдневную односменную рабочую неделю. К 2018 году выпуск упал до 15 тысяч машин при мощности завода 125 тысяч машин.
В июне 2019 завод остановлен. К моменту закрытия с конвейера завода сошли 773816 автомобилей.

### Sungwoo Hitech
В декабре 2021 года площадку приобретает российская дочерняя компания корейской компании Sungwoo Hitech, поставщика комплектующих для Hyundai Motor. У компании на тот момент был российский завод в технопарке поставщиков автосборочного завода в Санкт-Петербурге. Заявлено расширение производства комплектующих для российского производства автомобилей марок Hyundai и Kia. Запуск производства был запланирован на 2023 год, объём инвестиций 6,8 млрд руб, количество рабочих мест 520. Из-за вторжения России на Украину проект был остановлен.

## Деятельность
На предприятии производились легковые автомобили Ford Focus и Ford Mondeo.

## Профсоюз
На предприятии активную деятельность вела профсоюзная организация, лидером которой с 2005 по 2011 годы был Алексей Этманов. Российский завод Ford неоднократно становился ареной забастовок. Наиболее известными были забастовки на заводе «Форд» в 2005, 2006 и 2007 годах. Итогом забастовок на «Форде» стало повышение заработной платы работников, улучшение их условий труда